# Подури-Бричешти (Алба)
Подури-Бричешти (рум. Poduri-Bricești) насеље је у Румунији у округу Алба у општини Ваду Моцилор. Oпштина се налази на надморској висини од 877 m.

## Становништво
Према подацима из 2002. године у насељу је живело 160 становника, од којих су сви румунске националности.